# Curtea Supremă a Carolinei de Sud

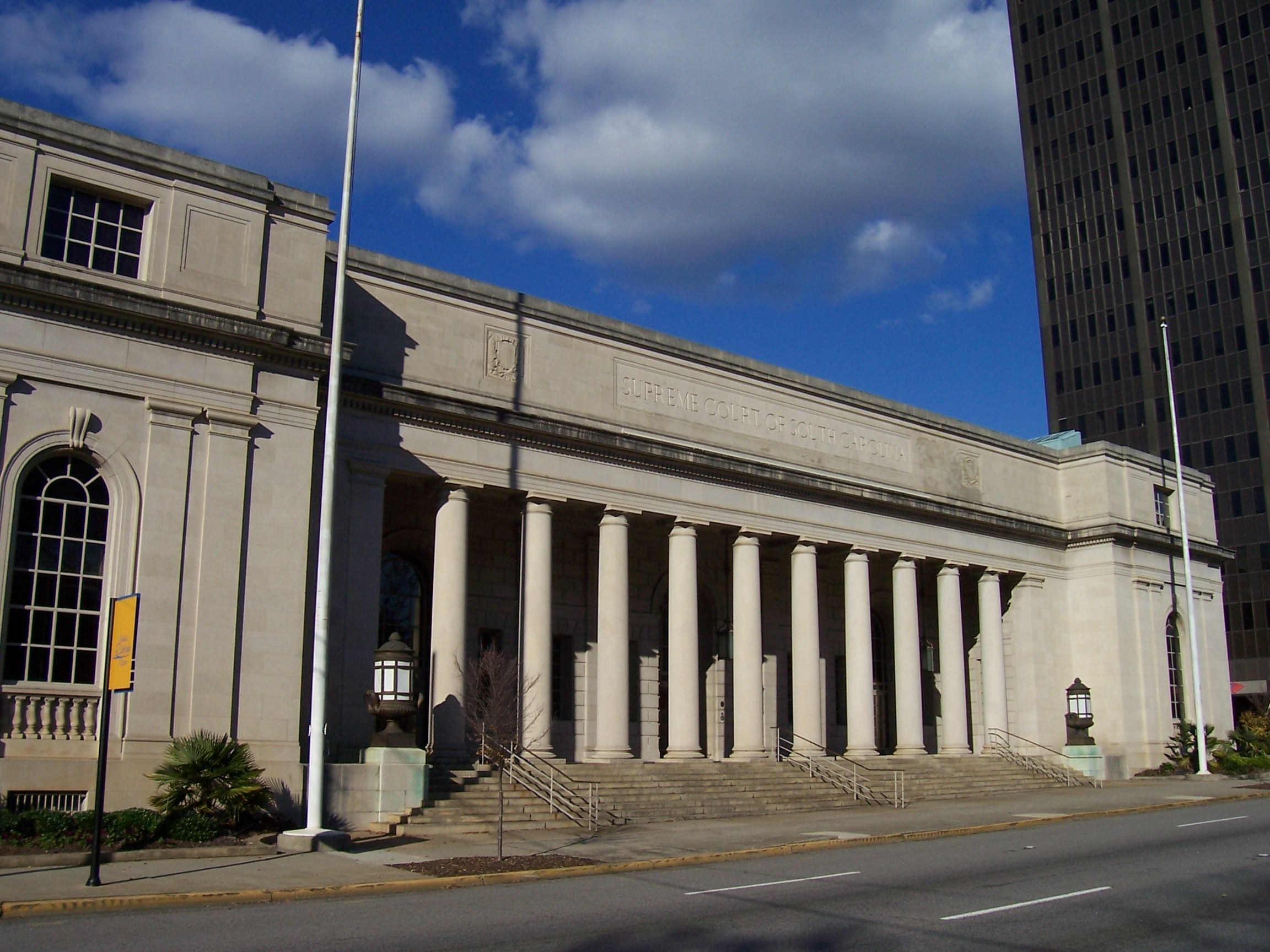
Clădirea Curții Supreme de Justiție din South Carolina

Curtea Supremă de Justiție a statului Carolina de Sud (sau Tribunalul Suprem al statului Carolina de Sud, conform originalului din engleză, [The] South Carolina Supreme Court) este cea mai înaltă instanță a ramurii judiciare a statului Carolina de Sud, Statele Unite ale Americii. Componența Curții constă din cinci membri, un judecător șef (Chief Justice) și patru judecători membri (Associate Justices). 

## Selecționarea membrilor
Selecționarea membrilor Curții Supreme de Justiție a statului Carolina de Sud se face de către legislatura statală a statului Carolina de Sud, care investește oricare din cei cinci membri componenți ai Curții pe un termen fix de zece ani.  Nu există nicio restricție pentru a servi mai multe mandate,  dar există o limitare de vârstă, întrucât orice judecător trebuie să iasă la pensie la împlinirea vârstei de 72 de ani. 

## Actualii membri ai Curții
- Judecător șef Jean H. Toal
- Judecător Costa Pleicones
- Judecător Donald W. Beatty
- Judecător John W. Kittredge
- Judecător Kaye Gorenflo Hearn